# Енох (сын Каина)
Ено́х, Ханох, Энох, (ивр. חנוך‎, хано́х; греч. Ένώχ) — библейский ветхозаветный персонаж из Книги Бытия, сын Каина. Став отцом Ирада, продолжил «нечестивый» род Каина. Его именем был назван первый на свете город (Быт. 4:16-17), построенный Каином в земле Нод, к востоку от Эдема (согласно толкованиям — в Месопотамии).
Имя «Енох» связано с западносемитским корнем со значением «вводить», «начинать»; связь имени с основанием первого города служит основой для толкования имени как «основатель».

## Обстоятельства рождения
В Библии говорится только о том, что Каин «познал жену свою», имя её не называется. Согласно Книге Юбилеев (ок. II века до н. э.), Еноха родила Каину дочь Евы Аван.
Иоанн Златоуст считает матерью Еноха дочь Адама и Евы. Иоанн считает для Каина вполне естественным стремиться к размножению.
Феодорит Кирский отмечает, что Бог позволил Каину жениться на сестре, чтобы его потомство, будучи близкими родственниками друг другу, жило между собой в согласии.
Митрополит Филарет обращает внимание на противоречие между отчаянием Каина и его заботой о продолжении рода. Филарет иллюстрирует этим положение грешника, который, «стоя на краю бездны, всё ещё думает о своих удовольствиях».
А. П. Лопухин предполагает, что Каин женился ещё до убийства Авеля, поскольку ему вряд ли удалось бы заключить брак, будучи братоубийцей. Имя Еноха Лопухин толкует как «освятитель, начинатель, обновитель» и связывает как с первенством в роду, так и с основанием города — началом нового периода в жизни общества.

## Основание города
В средневековом сочинении Сефер га-Яшар имя города (ивр. חנוך‎, хано́х), истолковывается как связанное с тем, что Господь снял с Каина проклятие вечного скитания, роль Еноха в искуплении Каина рассматривают и другие авторы.
Существуют толкования, по которым город не был назван Каином в честь Еноха, а построен самим Енохом.
Златоуст отмечает, что называние города именем сына было подменой утраченного в раю бессмертия и явилось лишь «памятником грехов».
Ефрем Сирин считает, что земля Нуд называлась так из-за сотрясений, которым она подвергалась при пребывании на ней Каина, и сменой названия Каин хотел стереть память об этом.
Филарет полагает, что город представлял собой просто ограждённое селение и был основан гораздо позднее рождения Еноха (когда потомство Каина достаточно размножилось). Причиной основания города, по мнению митрополита, был страх Каина перед дикими животными и убийцами. Он замечает, что Каин не захотел давать городу своего имени из-за запятнанной братоубийством репутации.
Названный именем Еноха город упоминается в текст Библии лишь один раз, его дальнейшая история неизвестна.

## Дальнейшая жизнь и потомство
О дальнейшей жизни «первого горожанина» известно мало; имя его жены в масоретском тексте Библии отсутствует.
У Еноха родился сын Ирад. От Ирада родился Мехиаэль (Малелеил), за ним Мафусал (Метушаэль), а от Мафусала (Метушелах) — Ламех (Быт. 4:18).
По самаритянской традиции, похоронен на горе Айбаль .
По трактовке Айзека Азимова, сюжет о Каине и его потомстве появился независимо от сюжета об Адам и Еве, и обе истории были соединены позднее. В перечислении родословной От Каина к Еноху и далее, Азимов видит параллель с шумерскими царскими списками, таким образом Енох может быть одним из царей Шумера.

## В искусстве
Енох (Энох) фигурирует в байроновской мистерии «Каин»; его мать названа Адой, это имя Байрон взял в качестве одного из первых женских имен, упомянутых в Книге Бытия, позаимствовав у жены Ламеха.
Енох упоминается в стихотворении Виктора Гюго «Совесть» (фр. La Conscience, 1859 г.):

Сказал Енох: «Тогда возьмемся за гранит,

И город выстроим в кольце высоких башен,

Чтоб всех отпугивал, чтоб черен был и страшен,

Построим цитадель, закрыв навеки вход».
Оригинальный текст (фр.)Henoch dit:--Il faut faire une enceinte de tours

Si terrible, que rien ne puisse approcher d'elle.

Batissons une ville avec sa citadelle.

Batissons une ville, et nous la fermerons.
— пер. Г. А. Шенгели
Скульптурная группа «Каин неприкаянный» Густава Вигеланда: главный герой изображён с семьёй.